# Etoys

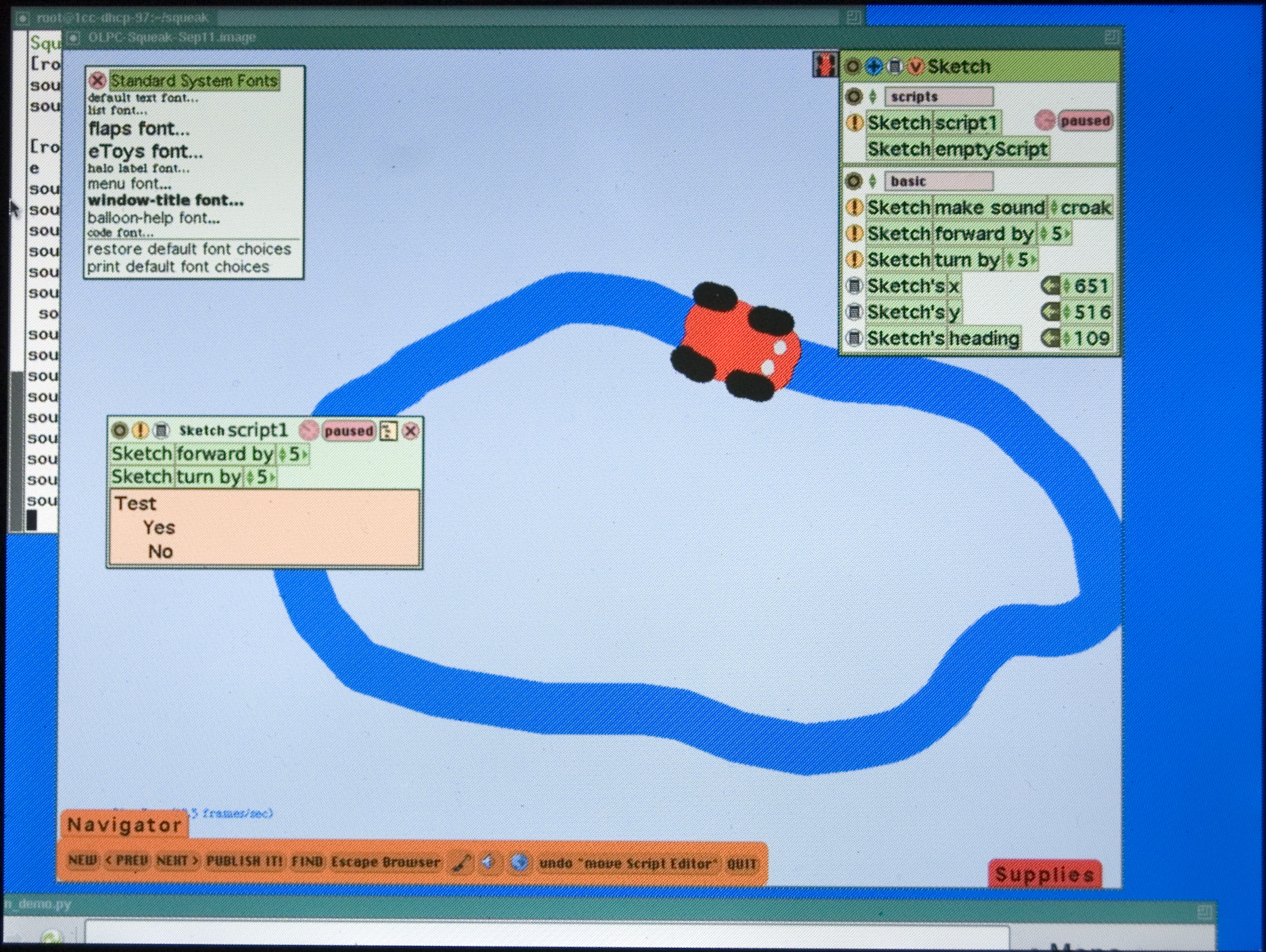
OLPC에서의 EToys

Etoys는 아이들의 교육용으로 설계된 객체지향 기반의 프로그래밍 언어 및 환경이다.

## 영향
이토이즈의 개발은 앨런 케이에 의해서 진행되었다. 이토이즈는 스몰토크 기반의 스크래치에 많은 영향을 주었다.